# Zorocrates guerrerensis
Espèce
Zorocrates guerrerensis est une espèce d'araignées aranéomorphes de la famille des Zoropsidae.

## Distribution
Cette espèce est endémique du Mexique. Elle se rencontre dans les États du Chiapas, d'Oaxaca, du Guerrero et de Puebla.

## Description
Le mâle décrit par Platnick et Ubick en 2007 mesure 11 mm et la femelle 13 mm.

## Étymologie
Son nom d'espèce, composé de guerrer[o] et du suffixe latin -ensis, « qui vit dans, qui habite », lui a été donné en référence au lieu de sa découverte, le Guerrero.

## Publication originale
- Gertsch & Davis, 1940 : Report on a collection of spiders from Mexico. III. American Museum novitates, no 1069, p. 1-22 (texte intégral).